# William Rocha Batista
William Batista, vollständiger Name William Rocha Batista (geboren am 27. Juli 1980 in São Paulo) ist ein ehemaliger brasilianischer Fußballspieler.

## Karriere
William Batista begann seine Karriere 1998 beim brasilianischen Fußballverein AA  Portuguesa (Santos) in der dritten brasilianischen Liga. Nach zwei Spielzeiten wechselte er innerhalb der Série C zum Verein União Agrícola Barbarense FC. Nach einer Saison wechselte er zu Lewski Sofia nach Bulgarien. Hier kam er nur auf einen Ligaspieleinsatz und sein Vertrag wurde nicht verlängert. 2003 wurde ihm schließlich ein Vertrag beim tschechischen Verein SFC Opava angeboten. Im Winter des gleichen Jahres wechselte er zum ukrainischen Verein Karpaty Lwiw. Seine erfolgreichste Saison war die Spielzeit 2006/07, in welcher er 24 Ligaspiele für Lwiw in der Premjer-Liha absolvierte und zehn Tore schoss.
Im Sommer 2007 gab es Spekulationen, dass Dynamo Kiew an ihm interessiert sei, er äußerte aber, seinen Vertrag bei Lwiw erfüllen zu wollen. Im Januar 2008 wechselte er für 1,4 Millionen Euro zu FK Charkiw. Der Trainer von Karpaty Lwiw gab bekannt, dass er für die Saison 2009/10 sein Team umstrukturieren möchte und gab Batista ein Angebot, zum Verein zurückzukehren. Er nahm den Vertrag an, wurde von Karpaty Lwiw jedoch für die Saison 2009 an den FK Baku ausgeliehen. 2012 wurde sein Vertrag bei Karpaty Lwiw aufgelöst. In dem Jahr spielte er noch für Obolon Kiew und beendete dann seine aktive Laufbahn.